# Fernandezina divisa
Fernandezina divisa là một loài nhện trong họ Palpimanidae. Loài này được phát hiện ở Brasil.